# Flagstaff House

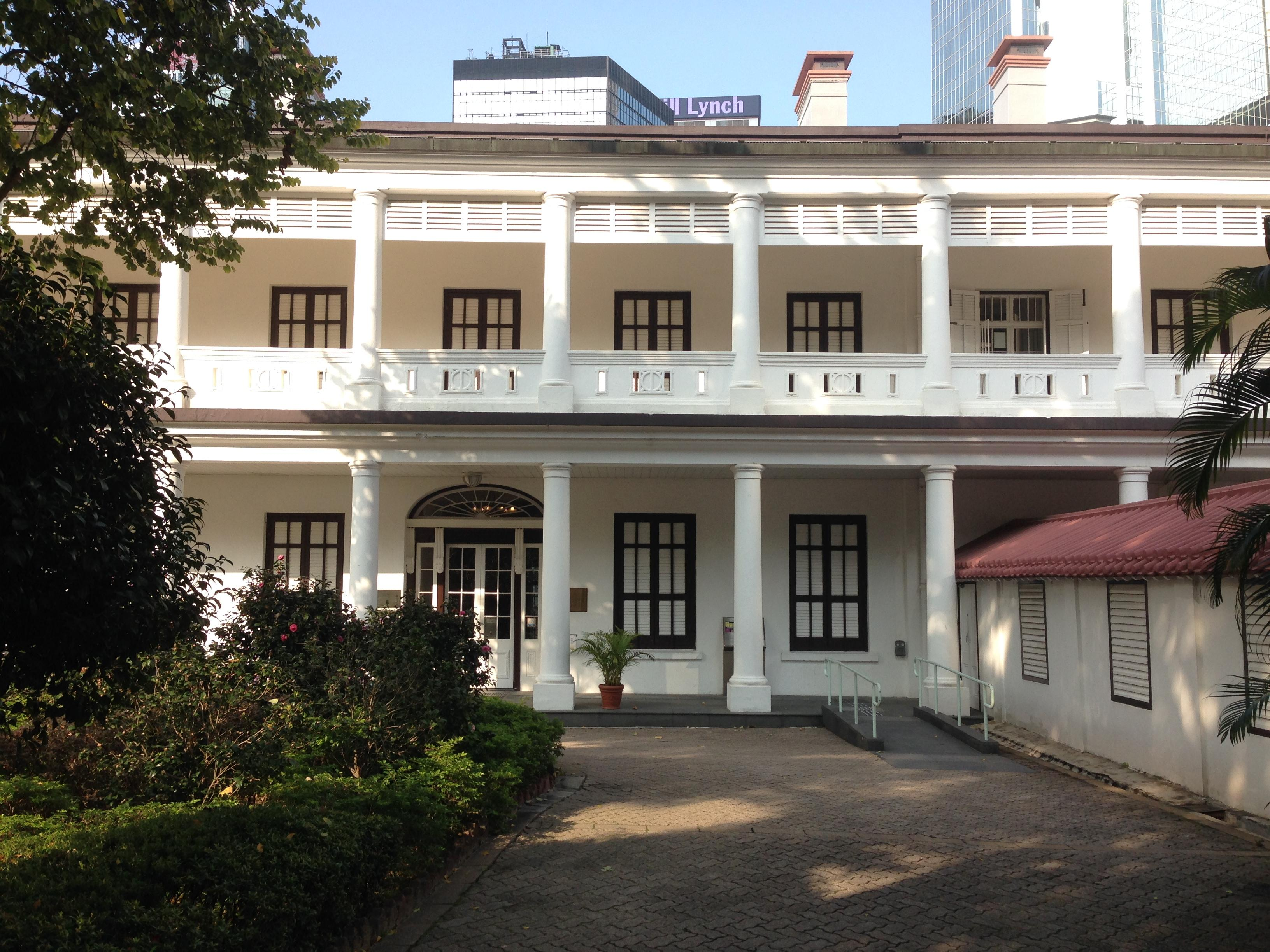
Flagstaff House 2015

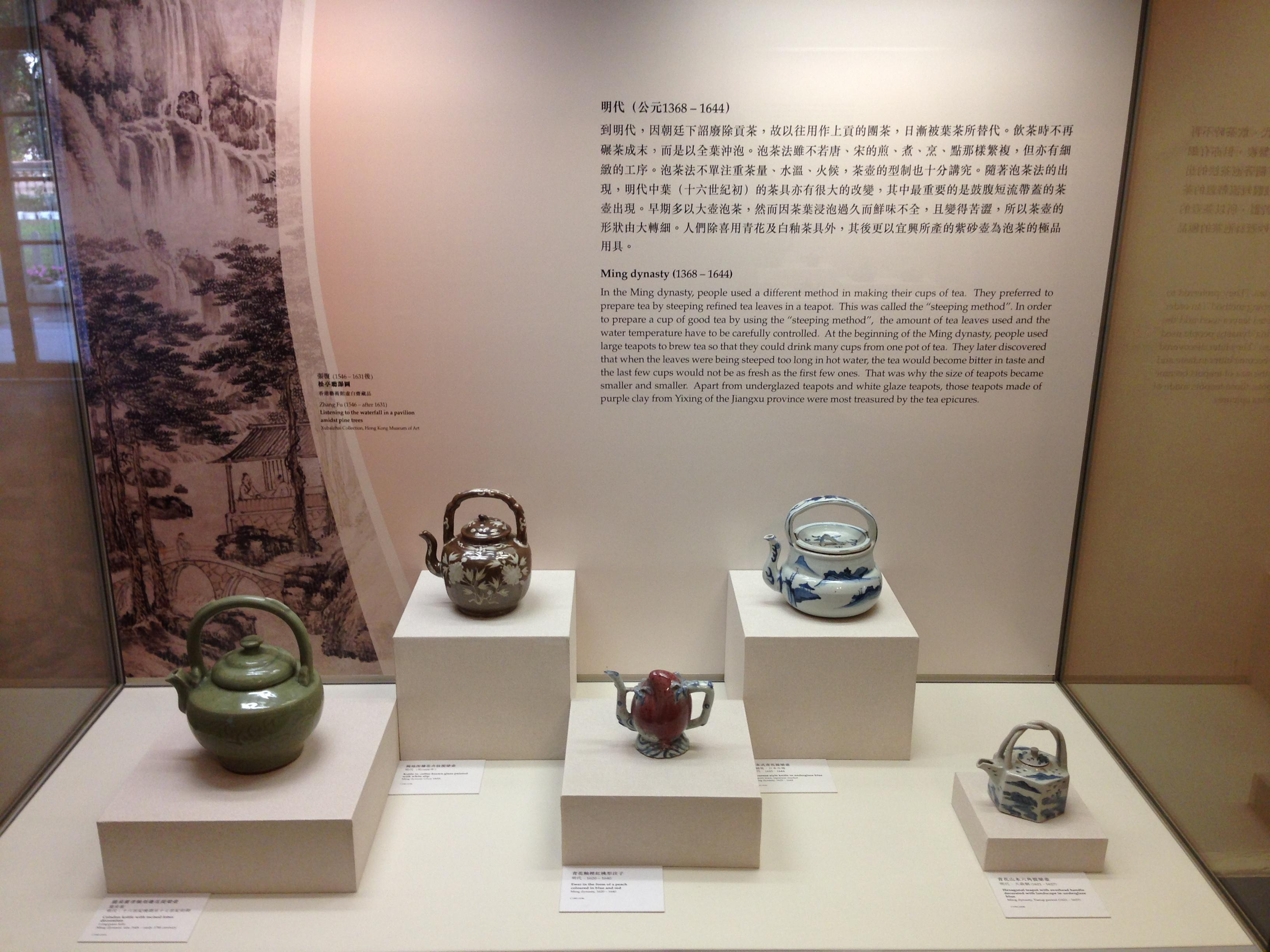
Teegeschirr der Ming-Dynastie 1368–1644 n. Chr.

Das Flagstaff House befindet sich im Hong Kong Park im Central and Western District in Hongkong.
Zwischen 1844 und 1846 im Greek Revival Stil erbaut, ist es heute das älteste im westlichen Stil erhaltene Gebäude der Stadt.
Das Gebäude diente bis 1978 als Residenz für den Oberbefehlshaber der britischen Streitkräfte in Hongkong und wurde 1984, als ein Zweig des Hongkonger Kunstmuseums Hong Kong Museum of Art, in das Museum of Tea Ware, ein Museum für Teegeschirr, umfunktioniert.

## Geschichte
Das Flagstaff House wurde zwischen 1844 und 1846 auf dem Gelände der Victoria Barracks, der Kaserne der früheren britischen Streitkräfte in Hongkong, als Unterkunft für den damaligen britischen Befehlshaber George Charles D’Aguilar errichtet. Nach dessen Rückkehr nach England 1848 behielt es bis 1978, zuerst als Headquarters House und ab 1932 als Flaggstaff House bekannt, die Funktion als Residenz für den Oberbefehlshaber. Nachdem das Gelände 1979 von dem britischen Militär an die Hongkonger Regierung zurückgegeben wurde, wurde das Flagstaff House 1981 an die Stadtverwaltung übergeben, zu einem Museum für Teegeschirr umfunktioniert und am 27. Januar 1984 eröffnet. 1989 wurde es unter Denkmalschutz gestellt.

## Teegeschirr
Der Kern der Museumssammlung wurde von Dr. K.S. Lo gespendet und besteht aus 600 Exponaten datiert von der Zeit der Zhou-Dynastie (1045–770 v. Chr.) bis hin ins 20. Jahrhundert.